# Camille Lefebvre (historienne)
Pour les articles homonymes, voir Lefebvre.
Camille Lefebvre, née en 1980 est une historienne française, directrice de recherche au CNRS, membre de l'Institut des mondes africains. Spécialiste de l’Afrique de l'Ouest, elle mène plusieurs missions au Niger.

## Biographie

### Histoire familiale
Ses quatre grands-parents viennent d'horizons différents : d'Odessa, d'Oran, de Normandie ou d'Espagne,. Elle explore ces trajectoires en 2022 dans son ouvrage À l’ombre de l’histoire des autres, Éditions de l'EHESS.

### Carrière universitaire
En 2008, elle soutient une thèse de doctorat d'histoire à l'université Paris 1 Panthéon-Sorbonne. En 2010, elle devient chargée de recherche à l'Institut des mondes africains (Imaf). Spécialiste de l'Afrique de l'Ouest, elle a mené de nombreuses missions au Niger. 
De 2012 à 2017, elle est rédactrice en chef adjointe de la revue Afriques. Débats, méthodes et terrains d’histoire.
Elle devient directrice de recherche au CNRS et collabore avec l'École des hautes études en sciences sociales. De 2015 à 2023, Camille Lefebvre est membre du comité de rédaction des Annales HSS.

#### Thèmes de recherche
Ces thèmes de recherches concernent l'histoire de la colonisation et de la décolonisation en Afrique de l'Ouest, et plus spécifiquement du Sahel et du Sahara central (Niger, Nord Nigeria, Sud libyen et algérien) du XVIIIe au XXe siècle. Elle étudie dans ce cadre l'histoire de l'exploration et du voyage, des territoires et frontières, des savoirs et des réseaux savants (géographie, cartographie, linguistique), ainsi que l'aire linguistique haoussa.

### Vulgarisation
Elle intervient souvent à la radio, et notamment sur France Culture pour présenter ses travaux. 

## Expositions
Elle est co-commissaire en 2018-2019 de l'exposition Zinder 1900 avec Laminou Issaka Brah, Zinder 12/2018-02/2019, Niamey 04/2019-06/2019

## Distinctions
- Médaille de bronze du CNRS 2016[4],[3]
- Prix du livre d’histoire du Sénat 2022 pour Des Pays au crépuscule[6]

## Publications
Elle a publié de nombreux ouvrages et articles,, dont : 

### Monographies
- Frontières de sable, frontières de papier : histoire de territoires et de frontières, du jihad de Sokoto à la colonisation française du Niger, XIXe – XXe siècles,  Paris : Publications de la Sorbonne, 2015[9]
- Des pays au crépuscule : le moment de l'occupation coloniale, Sahara-Sahel [Paris] : Fayard, DL 2021, réédité par Pluriel, DL 2023[10]
- A l'ombre de l'histoire des autres [Paris] : Éditions EHESS, DL 2022[11]

### Articles
- Zinder 1906, histoires d'un complot. Penser le moment de l'occupation coloniale[12]
- Remettre le colonial à sa place. Histoires enchevêtrées des débuts de la colonisation en Afrique de l'Ouest et au Maghreb[13]
- Comptes rendus. Amadou Hampâté Bâ. Amkoullel, l’enfant peul. Mémoires. Arles, Actes Sud, 1991, 409 p. Amadou Hampâté Bâ. Oui, mon commandant ! Arles, Actes Sud, 1994, 396 p. dans Annales. Histoire, Sciences Sociales 2020/3-4 (75e année)
- Zinder 1906, histoires d’un complot, Penser le moment de l’occupation coloniale, dans Annales. Histoire, Sciences Sociales 2017/4 (72e année)
- Ganin ya fi ji / Voir est mieux qu’entendre : lire l’identité sur la peau (Sahel central, XIXe siècle), dans Critique internationale 2015/3 (N° 68)
- Le temps des lettres, Échanges diplomatiques entre sultans, émirs et officiers français, Niger 1899-1903, dans Monde(s) 2014/1 (N° 5)
- La décolonisation d'un lieu commun, L'artificialité des frontières africaines : un legs intellectuel colonial devenu étendard de l'anticolonialisme, dans Revue d'histoire des sciences humaines 2011/1 (n° 24)
- Itinéraires de sable, Parole, geste et écrit au Soudan central au XIXe siècle, dans Annales. Histoire, Sciences Sociales 2009/4 (64e année)
- Archives et centres documentaires au Niger, dans Afrique & histoire 2006/1 (vol. 5)
- S'approprier le territoire national, devenir Nigérien, dans Hypothèses 2006/1

### Contribution à des ouvrages collectifs
- Remettre le colonial à sa place, Histoires enchevêtrées des débuts de la colonisation en Afrique de l’Ouest et au Maghreb, avec M'hamed Oualdi, Dans Annales. Histoire, Sciences Sociales 2017/4 (72e année)